# Préfecture de Hamahamet-Mboinkou
La préfecture de Hamahamet-Mboinkou (chef-lieu Mbéni) est une subdivion de la Grande Comore. Elle se compose de trois communes : Nyuma Msiru, Nyuma Mro et Mboinkou.

## Villes et villages
Nyuma Msiru :
- Mbéni
- Séléani
- Salimani
- Sada Shihouwe
- Sada Mhuwamboi
- Bouni
- Heroubili
- Batou
- Nkourani
- Ifoudihé
- Mnoungou

Nyuma Mro :
- Dimadjou
- Nyadombwéni
- Mdjihari
- Moidja
- Banbadjani
- Ngolé
- Itandzéni
- Ouellah
- Hadjambou
- Mbatsé

Mboinkou :
- Madjeoueni
- Sadani
- Trélézini
- Chezani
- Ndroudé
- Nyumamilima
- Hantsindzi
- Badamadji